# Myopophyllum speciosum
Myopophyllum speciosum är en insektsart som beskrevs av Max Beier 1960. Myopophyllum speciosum ingår i släktet Myopophyllum och familjen vårtbitare. Inga underarter finns listade i Catalogue of Life.